# Monumento a Colón (Sevilla)

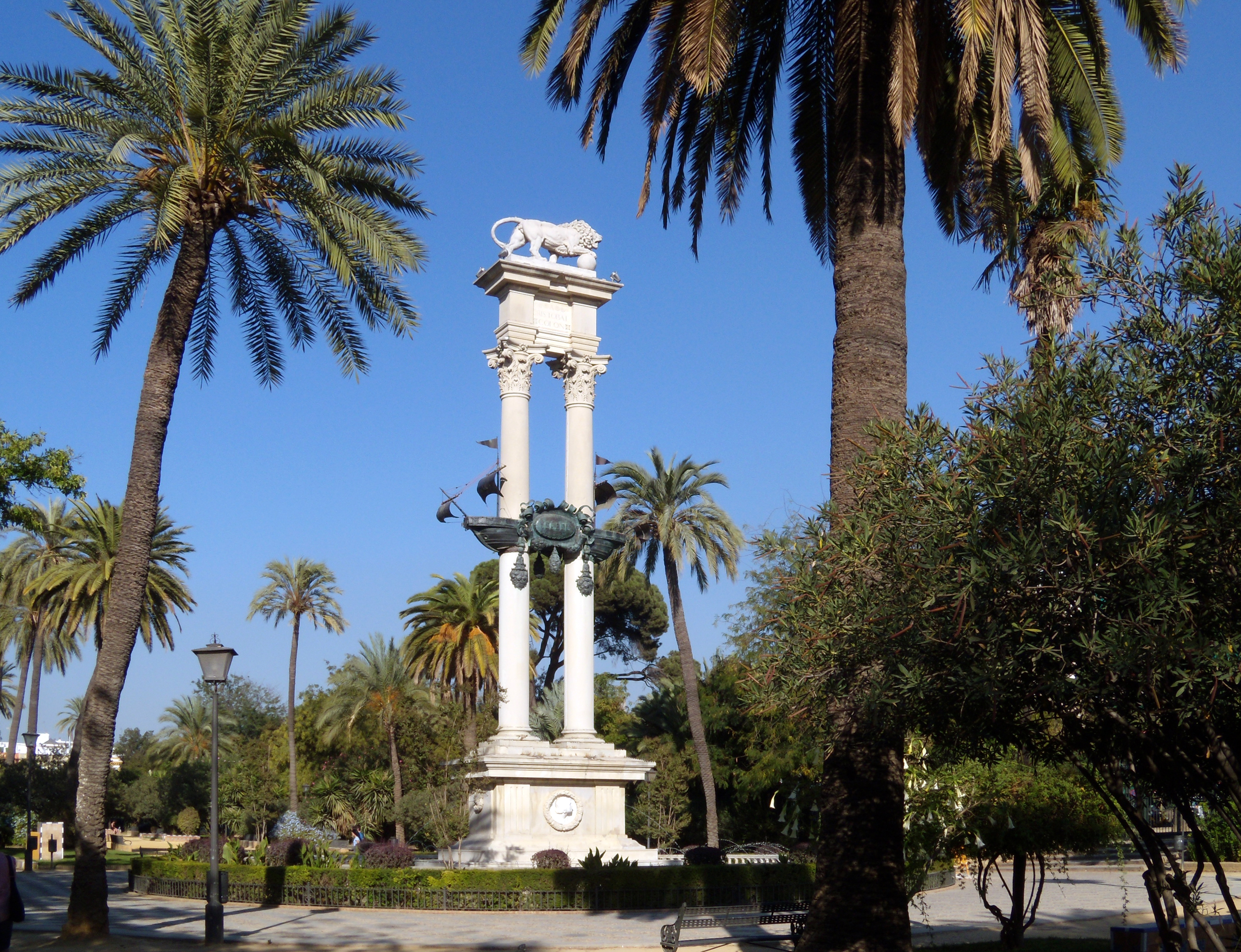
Monumento a Colón en el paseo de Catalina de Ribera.

El monumento a Colón se encuentra en el paseo de Catalina de Ribera, Sevilla, Andalucía, España. 
La arquitectura del monumento corresponde a Juan Talavera y Heredia y la escultura a Lorenzo Coullaut Valera. Fue construido por suscripción popular, gestionada a partir de 1917 por el director del diario El Liberal, José Laguillo y Bonilla. Fue colocado en 1921.
No es el único monumento a Colón de la ciudad. Hay otro el parque de San Jerónimo conocido como el Huevo de Colón (por la forma) y hay una estatua suya en el jardín del monasterio de la Cartuja. 

## Características
Consiste en un basamento y dos columnas de piedra. En medio de las columnas hay dos proas de carabelas. Junto con las proas hay dos cartelas, una a cada lado, con los nombres de Isabel y Fernando respectivamente. Tanto las proas como las dos cartelas están hechas de bronce. En el basamento de las dos columnas hay dos medallones de mármol, uno a cada lado, con el busto de Colón y el escudo de los Reyes Católicos respectivamente. En la parte superior hay un león con un orbe. Su altura total es de 23 metros. Todo el monumento está situado sobre la pila circular de una fuente.